# Heteralepas japonica
Heteralepas japonica is een rankpootkreeftensoort uit de familie van de Heteralepadidae. De wetenschappelijke naam van de soort is voor het eerst geldig gepubliceerd in 1892 door Aurivillius.